# Austrosaropogon thule
Austrosaropogon thule là một loài ruồi trong họ Asilidae. Austrosaropogon thule được Daniels miêu tả năm 1991. Loài này phân bố ở miền Australasia.